# Rayman Raving Rabbids
Rayman Raving Rabbids är ett datorspel utvecklat av Ubisoft. Spelet gavs ut 2006 och består av 75 minispel. Rayman Raving Rabbids är en spinoff till Rayman-serien och finns till flera olika format, som Wii, Playstation 2, Xbox 360, PC, Game Boy Advance och Nintendo DS. Wii-versionen använder den rörelsekänsliga handkontrollen Wii Remote. Xbox 360-versionen stödjer Xbox Live Vision, kameran till konsolen.
Ett uppföljande spel, Rayman Raving Rabbids 2, släpptes 2007.

## Handling
Galna kaniner ("Raving Rabbids") tar över jorden. Rayman blir tillfångatagen av kaninerna och tvingas delta i gladiatorspel. Dessa gladiatorspel är uppbyggda som minispel och består av olika utmaningar. Genom att klara minispelen hjälper spelaren Rayman att fly från de galna kaninerna.
Det finns även ett multiplayerläge där Raving Rabbids blir mer som ett party-spel, där flera personer kan spela mot varandra.